# Nemesio Barxa
Nemesio Barxa Álvarez (Caldesiños, 16 de febrero de 1935), es un jurista y político español.

## Biografía
Sus padres eran maestros, vivió en Viana hasta los seis años, cuando su padre, Nemesio Barxa González, fue nombrado jefe del departamento provincial de Misiones Culturales, y la familia se trasladó a Orense.
Licenciado en Derecho por la Universidad de Salamanca y Graduado Social por la Universidad de Santiago de Compostela. Comenzó a trabajar como abogado en 1959, con oficinas en Orense, Vigo y Oporto. En 1968 fue abogado de los agricultores de Castrelo de Miño afectados por la presa de Fenosa. También se ha desempeñado como abogado en temas de bosques locales, cupo empresarial agrícola, industrias contaminantes, derrumbes, libertades civiles, derechos humanos, juicios contra nacionalistas y contra el nacionalismo. Ha participado con ponencias en numerosos Congresos (V Abogacía Española, I y II de Derecho Gallego, I de Derecho Gallego, I Encuentro de Derecho Europeo y Comunitario, I Encuentro de Juristas Gallego-Minhoto, VII Asamblea de Juristas Americanos, I a V Congreso Internacional de Lengua Gallego-Portuguesa en Galicia).
Miembro fundador del Consejo de Abogados de Galicia, también perteneció a la Academia Gallega de Jurisprudencia y Legislación. Fue cofundador de la Agrupación Cultural Auriense (1968) y presidente de la Asociación Cultural de Vigo (1974) y presidente de la Irmandade dos Vinhos Galegos. Fue Presidente de la Asociación Jurídica “Escucha a la Justicia”, Vicepresidente de la Federación Europea ADE (Abogados Democráticos Europeos), y colaborador de diversas revistas jurídicas. También ha sido colaborador y miembro del Consejo de Administración de Sermos Galiza.
Vinculado al nacionalismo, fue candidato del Bloque Nacionalista Galego al Congreso de los Diputados en las Elecciones Generales de España de 2000 por la circunscripción de Orense, y a las Elecciones al Parlamento Europeo de 2004, entre otros. Posteriormente, fue elegido candidato al Tribunal Constitucional por el Parlamento de Galicia en 2008, gracias a un pacto entre Partido de los Socialistas de Galicia-Partido Socialista Obrero Español y Bloque Nacionalista Galego, aunque finalmente no fue elegido para el cargo por el Senado. En 2011 el Bloque Nacionalista Galego lo volvió a presentar como candidato en un grupo de cuatro juristas a propuesta de esa formación, Iniciativa per Catalunya, Izquierda Unida y Esquerra Republicana de Catalunya.
En 2017 donó su biblioteca personal, de más de 7000 volúmenes, al municipio de Viana del Bollo.
Defensor de las tesis reintegracionistas en la escritura y el uso del gallego, fue el fundador de Associaçom Galega da Língua.

## Publicaciones
- "Castelao e o dereito galego" en VV. AA. Castelao hoxe e sempre: homenaxe no seu 25 cabodano (1975). Vigo. Libro de Oro. p. 26
- En la revista Análise empresarial: revista trimestral de información económica (ISSN 0214-4646) publicó estudios sobre el derecho civil de Galicia, los pactos sucesorios en el derecho gallego, los derechos comunales amenazados en Gallaecia, el gallego-portugués en las relaciones comerciales en Gallaecia etc.[10]
- En la revista Agalia trató: "Contributos para a análise da situaçom legal do galego em sentenças do Tribunal Superior de Justiça da Galiza e na praxe, Reflexoes em torno a umha exposiçom de cartazes sobre o plesbicito para o Estatuto de Autonomia galego de 1936, Cooperaçom transfronteiriça no mundo do Direito. Relaçons comerciais na "Gallaecia".[10]
- Os montes veciñais en réxime de propiedade xermánica na Galiza e no norte de Portugal.
- A contaminación na Galiza (1975). Ed. do Rueiro
- Galiza 1968. A consciencia avivada (2018). Sermos Galiza.[11]